# Амосово (Приморский район)
Амосово — деревня в Приморском районе Архангельской области. Входит в состав Лисестровского сельского поселения (муниципальное образование «Лисестровское»).

## Географическое положение
Деревня расположена на берегу замкнутого водоёма Амосовка. К югу и востоку от населённого пункта пролегает водоток Исакогорка (Цигломинка), впадающий неподалёку в реку Северная Двина.
Амосово граничит на востоке с административным центром Лисестровского сельского поселения, деревней Окулово, а на западе — с деревней Кривляево. В полукилометре к западу от населённого пункта проходят пути Северной железной дороги, ближайшая железнодорожная станция — Бакарица. Еще западнее проходит Федеральная автомобильная дорога М8 «Холмогоры».

## Население
Численность населения деревни, по данным Всероссийской переписи населения 2010 года, составляла 26 человек. 
| Население                            | на 1 января 2010 года |
| ------------------------------------ | --------------------- |
| В возрасте до 16 лет                 | 11                    |
| Трудовые ресурсы (из них работающих) | 18 (18)               |
| Пенсионеры                           | 17                    |
| Всего                                | 46                    |
| Прибыло / выбыло (за год)            | 3 / 2                 |
| Родилось / умерло (за год)           | 0 / 4                 |

## Инфраструктура
Жилищный фонд деревни составляет 2,4 тыс. м². Объекты социальной сферы и стационарного торгового обслуживания населения на территории населённого пункта отсутствуют.

## История
Деревня (тогда село) Амосово впервые упомянуто в XV веке по имени тогдашнего собственника Амоса Микулина. В том же XV веке сын Амоса Есип продал Амосово Андрону Левонтьевичу. 
(Шахматов А.А. Исследование о двинских грамотах XV века. СПб. 1903. Часть II. Стр.84-85, 144.)